# Xerraire d'Austen
El xerraire d'Austen (Trochalopteron austeni) és un ocell de la família dels leiotríquids (Leiothrichidae).

## Hàbitat i distribució
Habita boscos a l'Himàlaia de l'est de l'Índia, a Khasi, Cachar i Mizo, Manipur i Nagaland, i oest de Myanmar.